# Salangidae
Die Salangidae sind eine Familie kleiner Fische aus der Ordnung der Stintartigen (Osmeriformes). Sie leben in Südostasien, vor allem in Süßgewässern; einige an den Meeresküsten lebende Arten wandern zum Laichen die Flüsse hinauf.

## Merkmale
Salangiden werden 6 bis 17 cm lang. Sie sind langgestreckt und schuppenlos. Ihr Kopf ist stark abgeflacht, der Körper transparent oder transluzent. Sie sind möglicherweise neoten; das Skelett ist nur wenig verknöchert. Bei ausgewachsenen Männchen befindet sich eine Schuppenreihe oberhalb der Afterflossenbasis. Die Bauchflossen werden von 6 bis 8 Flossenstrahlen gestützt. Die Anzahl der Branchiostegalstrahlen liegt bei 3 bis 4, die der Wirbel bei 48 bis 79. Ihr Maxillare ist mit zahlreichen Zähnen besetzt.

## Innere Systematik

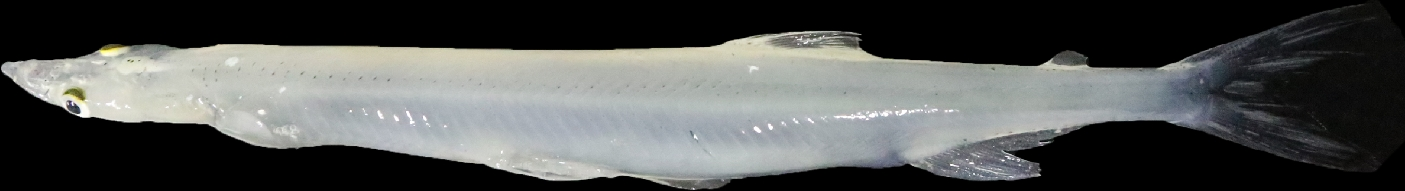
Protosalanx hyalocranius

- Gattung Hemisalanx
  - Hemisalanx brachyrostralis
- Unterfamilie Protosalanginae
  - Gattung Neosalanx
    - Neosalanx anderssoni
    - Neosalanx argentea
    - Neosalanx brevirostris
    - Neosalanx hubbsi
    - Neosalanx jordani
    - Neosalanx oligodontis
    - Neosalanx pseudotaihuensis
    - Neosalanx reganius
    - Neosalanx taihuensis
    - Neosalanx tangkahkeii

  - Gattung ProtosalanxProtosalanx hyalocranius
    - Protosalanx chinensis
    - Protosalanx hyalocranius
- Unterfamilie Salanginae
  - Gattung Leucosoma
    - Leucosoma reevesii

  - Gattung Salangichthys
    - Salangichthys ishikawae
    - Salangichthys microdon

  - Gattung Salanx
    - Salanx ariakensis
    - Salanx chinensis
    - Salanx cuvieri
    - Salanx prognathus